# Kacapun
Kacapun (izvirno srbsko Кацапун) je naselje v Srbiji, ki upravno spada pod Občino Vladičin Han; slednja pa je del Pčinjskega upravnega okraja.

## Demografija
V naselju, katerega izvirno (srbsko-cirilično) ime je Кацапун, živi 67 polnoletnih prebivalcev, pri čemer je njihova povprečna starost 53,2 let (51,6 pri moških in 54,8 pri ženskah). Naselje ima 28 gospodinjstev, pri čemer je povprečno število članov na gospodinjstvo 2,64.
To naselje je popolnoma srbsko (glede na rezultate popisa iz leta 2002).
|  |

| Demografija | Demografija     | Demografija     |
| Leto        | Št. prebivalcev | Št. prebivalcev |
| ----------- | --------------- | --------------- |
|             |                 |                 |
|             |                 |                 |
|             |                 |                 |
|             |                 |                 |
| 1948        | 291             |                 |
| 1953        | 240             |                 |
| 1961        | 245             |                 |
| 1971        | 217             |                 |
| 1981        | 158             |                 |
| 1991        | 122             | 122             |
| 2002        | 74              | 74              |
|             |                 |                 |

| Etnična sestava po popisu iz leta 2002 | Etnična sestava po popisu iz leta 2002 | Etnična sestava po popisu iz leta 2002 | Etnična sestava po popisu iz leta 2002 | Etnična sestava po popisu iz leta 2002 |
| -------------------------------------- | -------------------------------------- | -------------------------------------- | -------------------------------------- | -------------------------------------- |
| Srbi                                   | Srbi                                   |                                        | 74                                     | 100,0%                                 |
| Neznano                                | Neznano                                |                                        | 0                                      | 0,0%                                   |